# Kemijoki
Kemijoki (švédsky Kemi älv, severosámsky Giemajohka) je řeka v severním Finsku (provincie Laponsko). Je dlouhá 550 km. Povodí o rozloze 51 127 km² zabírá převážnou část finského Laponska, malá část je i na území Ruska a Norska

## Průběh toku

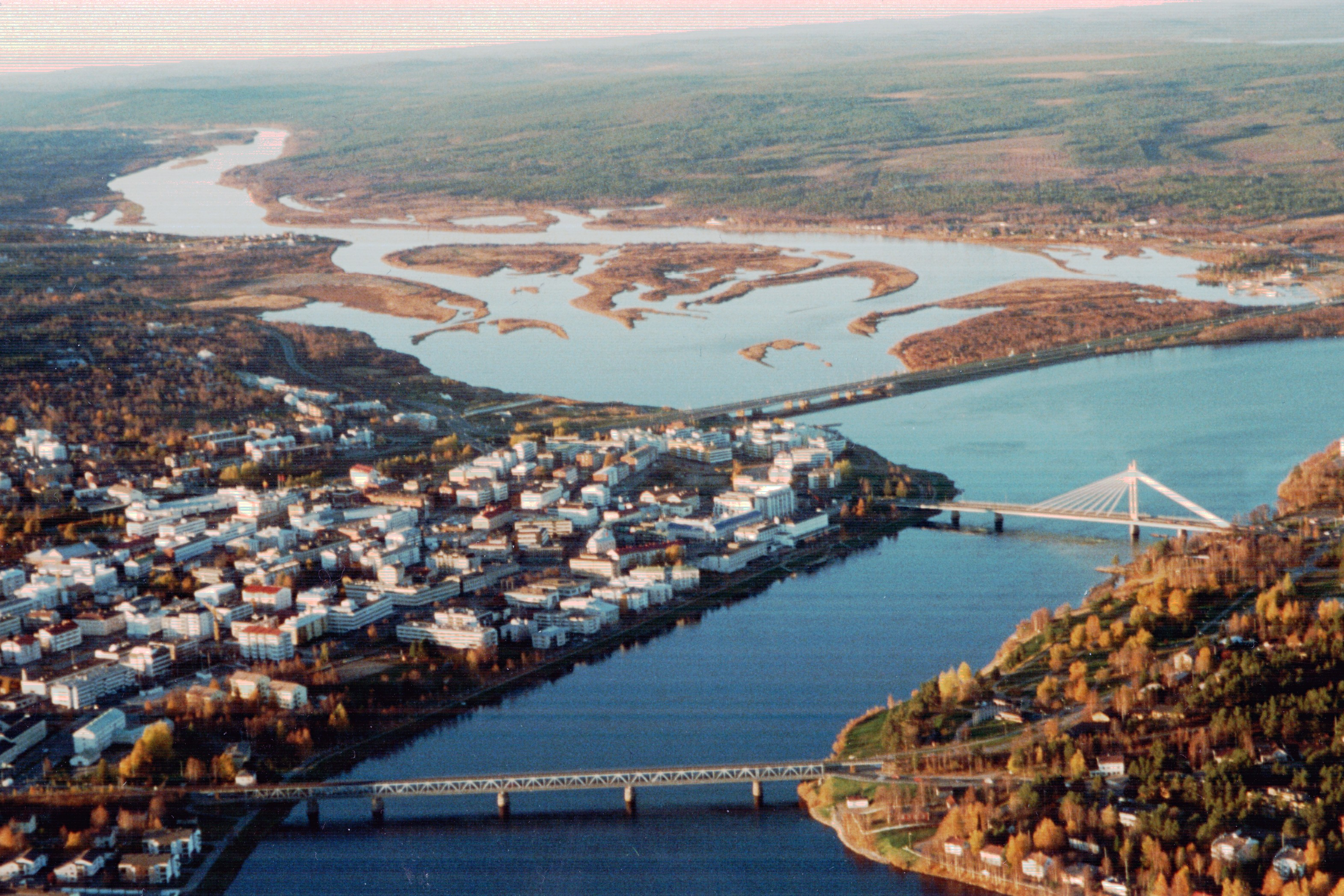
Soutok Kemijoki a Ounasjoki v Rovaniemi

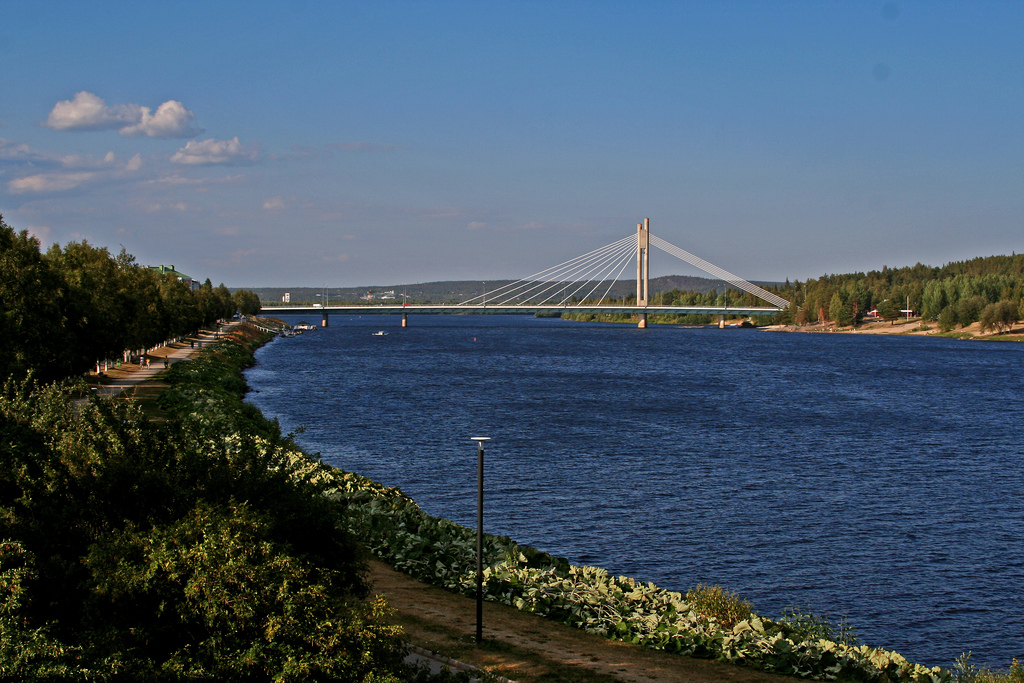
320 metrů dlouhý most v Rovaniemi

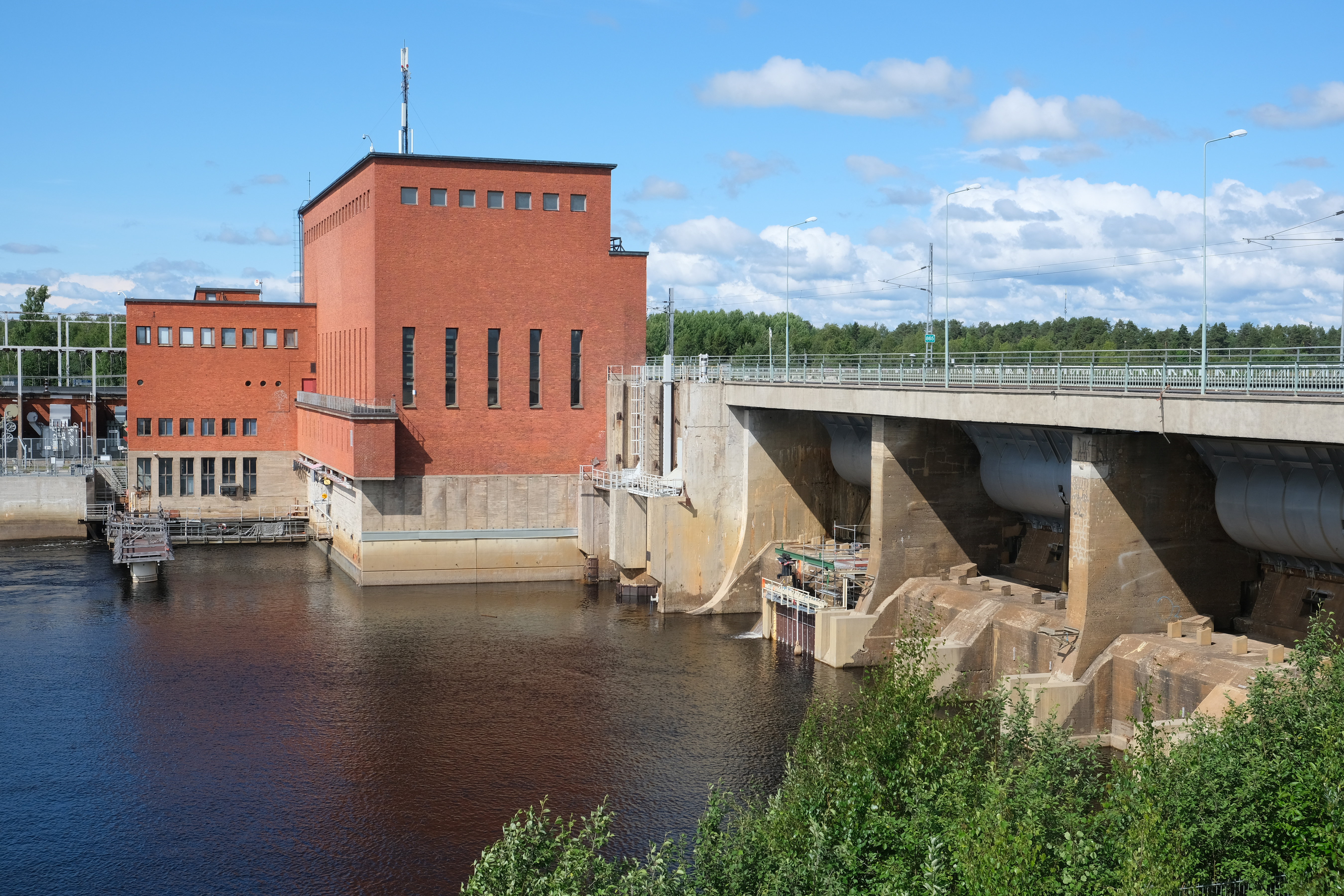
Elektrárna Isohaara nedaleko ústí do Botnického zálivu

Nejdelší finská řeka Kemijoki vzniká soutokem tří menších řek (Naltiohaara, Keskihaara a Kemihaara) ve východním Laponsku, asi 20 km od hranice s Ruskem a pod horou Korvatunturi ve výšce 230 m n. m. Protéká jezerem Kemijärvi, v hlavním městě Laponska Rovaniemi se k ní připojuje její největší přítok Ounasjoki a severozápadně od námořního přístavu Kemi se velmi širokým ústím vlévá do Botnického zálivu Baltského moře. Na dolním toku její šířka dosahuje stovek metrů.

## Vodní stav
Průměrný průtok vody v ústí činí 556 m³/s. Vyšších hodnot dosahuje na jaře v důsledku tání sněhu a na podzim po deštích. V zimě je průtok nejnižší. Zamrzá od listopadu do května.

## Využití
Na řece je vybudováno 18 hydroelektráren, první byla postavena v roce 1946. Společnosti Kemijoki Oy, založené roku 1954, jich patří 16 z nich. Další tři byly postaveny na přítocích Kemijoki. Roku 2003 bylo v těchto elektrárnách vyrobeno 4,3 TWh, což představovalo 34,5 % produkce finských hydroelektráren. Po řece se plaví dřevo a rozvinut je rybolov. Před výstavbou elektráren se ročně vylovilo až 160 tun lososa. Na dolním toku je provozována vodní doprava.